# Ashley Zárate
Ashley Chantelle Zárate Campbell (ur. 26 sierpnia 1991) – panamska zapaśniczka walcząca w stylu wolnym. Zajęła piąte miejsce na igrzyskach panamerykańskich w 2011. Srebrna medalistka mistrzostw panamerykańskich w 2021. Trzecia na igrzyskach Ameryki Środkowej i Karaibów w 2023. Zdobyła dwa medale na Igrzyskach Ameryki Środkowej, brązowy w 2010 i złoty w 2013. Czwarta na igrzyskach boliwaryjskich w 2022 roku.